# 改造車
改造車（かいぞうしゃ）とは、市販状態の自動車やオートバイなどに何らかの手を加え、市販そのものではない状態にした車両のこと。カスタムカー（カスタムバイク）あるいはカスタマイズカー（カスタマイズバイク）とも言われ、動力性能、制動力、運動性、走破性などの向上に特化した改造車はチューニングカーとも言われる。
また、鉄道車両では、その時期の用途、余剰数と必要数、車両の経年、車両導入予算などのさまざまな理由で、既存車両からそれぞれの用途に合わせて改造されたものを指す。
本記事では違法改造車と共に、主に自動車・オートバイにおける改造車について解説する。

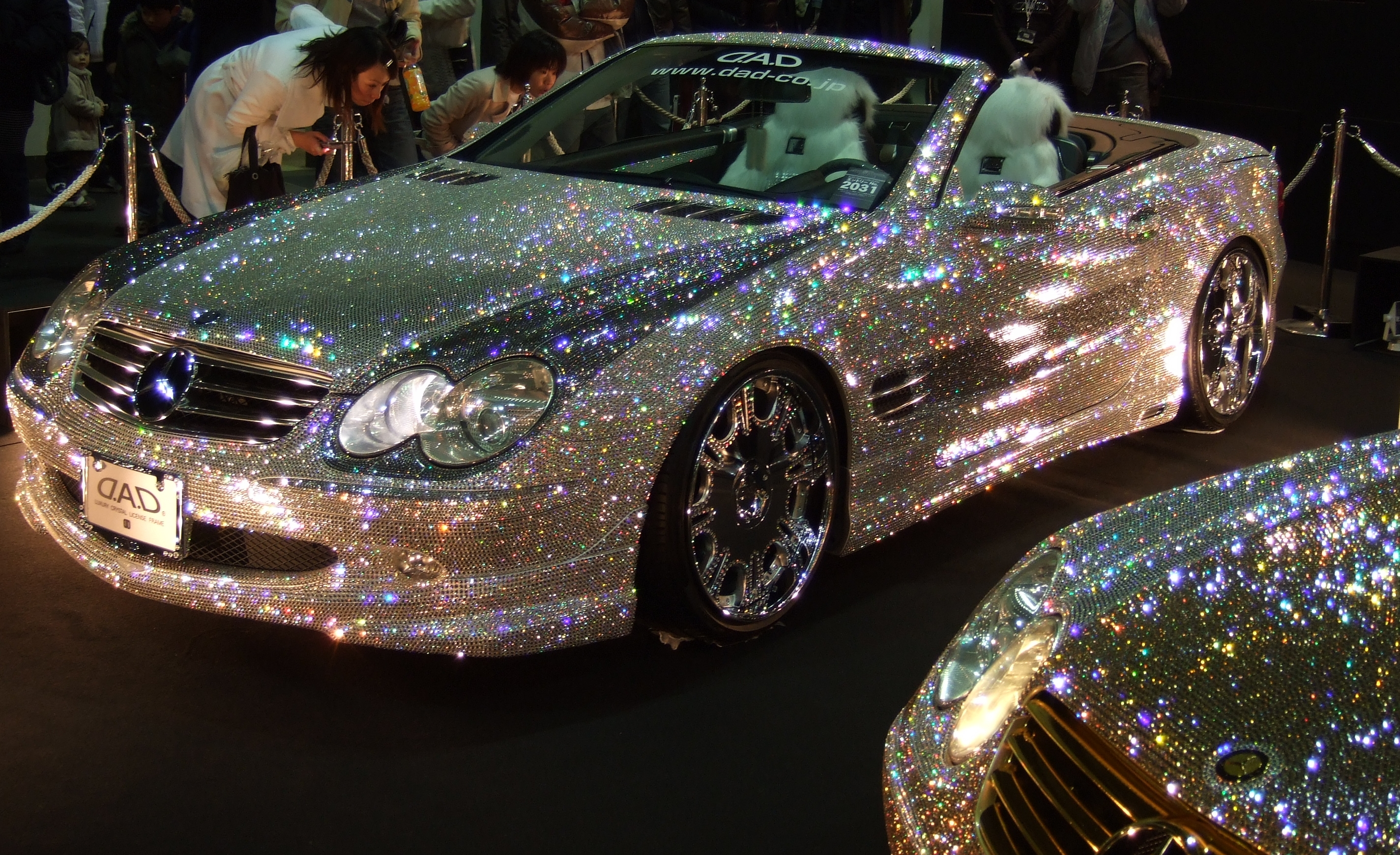
ラインストーンによるカスタムカー SL600

## 分類
一口に改造車と言っても、その改造内容は多岐に渡り、その改造の目的も様々である。

### 特種用途自動車
自動車メーカー製の市販車の中にも、生産プロセスで実際に改造が施されるものがある。特装車や少量生産車では、コスト負担の大きい新型車としての型式指定（かたしきしてい）への対応を省略し、既存型式車の改造車として取り扱う場合がある。各社の福祉改造車両（手または足に障害を持つドライバー向けの改造を施した車両）や救急車・消防車・教習車などの特種用途自動車などのほか、ダイハツ工業のハイゼットデッキバンやオープンカーのリーザスパイダー、日産自動車（オーテックジャパン）のアクシスシリーズ/ライダーシリーズ、がある。
このほか、電気自動車、LPG自動車、天然ガス自動車、オートマチック車などにも改造扱いの車種がある。
また、初期型のノンステップバスにも、ワンステップバスの改造扱いで製造された車種がある。これらは前ドアから中ドアまでの間のみ床の高さを下げてノンステップ化しており、車両後部の後車軸からエンジンルームにかけてはワンステップバスやツーステップバスと共通の部品を用いている。このようなノンステップバスは、型式取得上は改造車であるが、カタログにも正式に掲載され、公営交通を含む多くの事業者に納入されている。
これらはシャシメーカーやコーチビルダーによって設計、あるいは設計変更がなされ、組み立て段階からノンステップバスとして生産されているものであり、後天的な改造で改造車になったものではない。なお、日本のバス全体では、2000年代にメーカー純正以外（独立系コーチビルダー製）のボディを架装することを改造扱いとすることがあった。
その他、小型トラックのエアサスペンション化改造、道路清掃車の左ハンドル化改造、特殊な荷台を架装するためのフレーム改造、配送トラックのオートマチックトランスミッション化改造などが見られるが、これらはアフターマーケットでの趣味の改造車とは趣旨が異なるものの、法律上「一定範囲以上の改造が施された車両」という点では同一の扱いを受け、車検証上いわゆる「マル改」となる。
フィリピンではジープニーと呼ばれる乗合タクシーの多くが小型貨物自動車のシャシを利用した改造車である。
このような改造車扱いの自動車を購入した場合、登録する際には各地の運輸支局・自動車検査登録事務所へ実車を持ち込む必要がある。

### 企業による改造車
他社が製造した自動車の内外装を改造し新車として販売する自動車メーカーがある。
チューニングショップが新車のスポーツカーを改造して販売する「コンプリートカー」は多数存在し、9ffやRUFオートモービルのように代理店を通じて海外へ販売するメーカーも存在する。車検証上では「マル改」であるが、正規ディーラーなどでメーカーサポートが受けられる。
光岡自動車のようにベースとなる市販車を改造した後に型式指定を受けて販売するメーカーも存在する。この場合は自動車メーカーが製造した車種として扱われる。

### 趣味による改造
市販車を所有者の好みの状態に改変するための改造用部品・用品が社外品を中心に市販されている。大きく分けて「機能面の改造」と「外見面の改造」の2タイプがある。これらの市販用品・部品の中にはレース用（競技用）としての使用が想定されていることから法律（日本では道路運送車両法）に適合せず、公道の走行に使用できない物（競技専用部品）も存在する。公道走行を行う場合は、法律に適合する製品であるかどうかを管轄省庁などに確認する必要がある。
概ねフレームに手を加えなければ登録が可能とされる。

#### 機能面での改造
- 原動機の出力を向上させたり、特性を変化させる。
  - エアクリーナーやマフラーを効率の良いものに変更。
  - エンジン内部の加工やターボチャージャーの大型化。
  - ブーストアップを施す。
- サスペンションやスタビライザーなどの足回りを変更。
- ストラットタワーバーやロールケージの組み付け
- 軽量化のために、軽いパーツに組み替えたり、パーツを外す

#### 外観面の改造
中身（機能向上）が伴わない外観のみの改造は「なんちゃって」、もしくは近年のアメリカ英語由来の「ライサー」と揶揄されることがある
- エアロパーツの取り付け

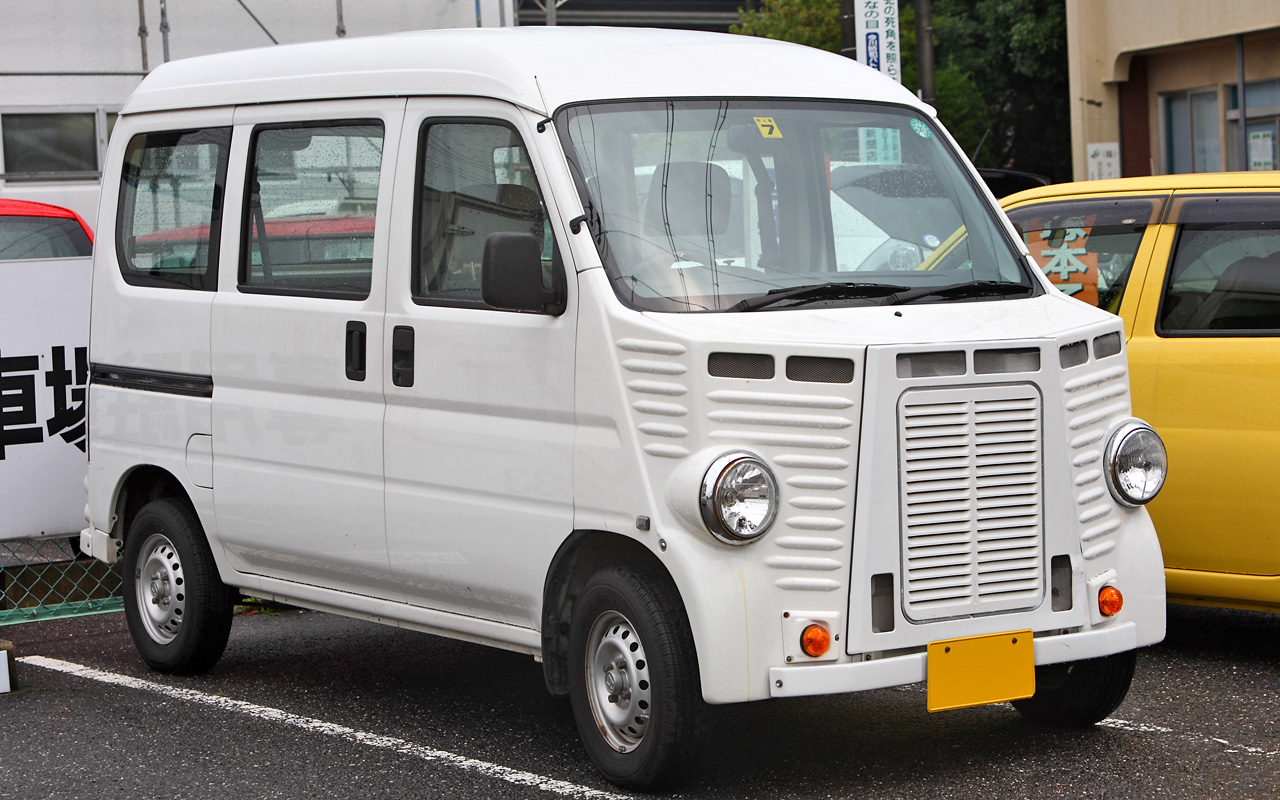
シトロエン・タイプHに似たレトロ調フロントフェイスとなったホンダ・アクティ

- レトロカー（クラシックカー）風の外装パーツの取り付け
- オールペンを施し車両の色を変化させる
- ホイールのインチアップ
- シートなど内装パーツの模様替え
- 前照灯や尾灯などの灯火類を交換し、光度や色温度を変化させたり、レンズのデザインを変更する
- 各種ステッカーを貼り付ける
- スモークフィルムの貼り付け
- 車種やグレードをあらわすロゴを、他社や上位車種、海外仕様車や海外現地生産モデルのものと交換する

## 構造等変更検査

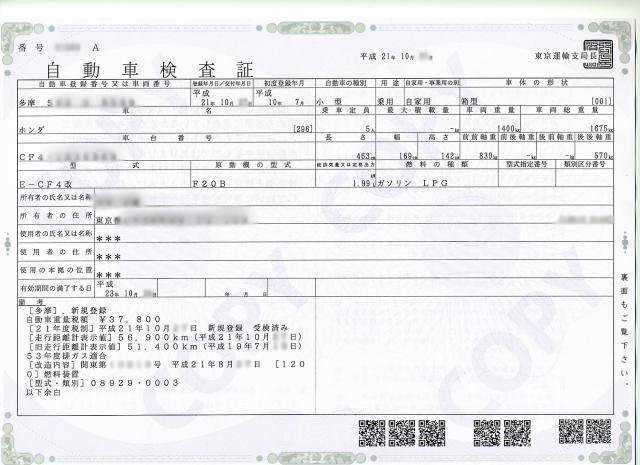
LPG改造車アコード（E-CF4改）の車検証。型式の後ろに「改」の文字が入っている。

改造車であっても、保安基準に適合しない違法改造（後述）や整備不良などの不備がなければ、車検に合格し、公道を走行することができる。

### 一定の範囲を超えない改造を施した場合
指定部品の取り付け等による軽微な改造については、車検証に記載された数値からそれぞれ次の範囲
- 寸法
  - 全長･･･±3 cm
  - 全幅･･･±2 cm
  - 全高･･･±4 cm
- 重量
  - 普通車・大型車・大特車･･･±100 kg
  - 小型車・軽自動車・小特車･･･±50 kg

を超えたものについて、運輸支局等で保安基準への適合を確認された上で車検証の記載変更を行うことで公認改造車となる。
前出の一定の範囲を超えない改造を行っている自動車について、現に自動車検査証の有効期間を満了していない（車検が残っている）自動車の場合は「記載変更」を行う必要はなく、改造車として扱われない。
但し、現に登録番号の指定を受けていない登録自動車、車両番号票の交付を受けていない軽自動車と二輪車については、前出の一定範囲内の改造であっても、新規登録（新規検査）に際しては運輸支局等に現車提示を行う必要があり、保安検査と併せて車両の諸元を測定し、その測定値で新規登録（新規検査届出）を行う必要がある。この場合、計測に際しては燃料や冷却水・ウォッシャー液等を満タンにし、乗員を乗せず、スペアタイヤ、工具やアクセサリー類を含まない検査状態で行う。

### 自動車の構造を変更した場合
型式が異なるエンジンへの載せ替え、燃料種類の変更、ブレーキ形式の変更（ドラムブレーキからディスクブレーキへの改造等）で、自動変速機から手動変速機への換装、プロペラシャフトの改造（短縮、延長、角度変更）、フレームやモノコックボディの切断・延長など、自動車の構造に関する部分について改造を施している場合、改造の概要を説明する書類を作成して審査を受け、運輸支局等に現車提示を行って構造等変更検査（いわゆる改造車検）を受けて、改造内容の認定を受ける。この検査に合格すると、車検証の車両型式の部分に「改」の文字が入る。車検証に「改」が入った改造車は、後述の違法改造車とは全く異なるものであり、合法の車両である。したがって、その改造内容をもって警察による検挙の対象にはならない。

## 改造車の自動車保険
車検証に「改」が入った改造車は合法であるにもかかわらず、任意自動車保険への加入を拒否される場合がある。保安基準違反の違法改造車は引き受けないが、保安基準内の合法改造車については引き受ける損害保険会社がある（ただし、インターネット経由での見積もりはできなかったり、加入できても保険料が割高になる場合がある）。その一方で、損害保険会社によっては「改」のあるなしのみで判断される場合もある（「改」があれば構造変更内容の如何に関わらず問答無用で加入を拒否されるという実例を検証した個人ユーザーも存在する）。

## 違法改造車
違法改造車または不正改造車とは、改造車のうち道路交通法の規定や道路運送車両法の保安基準に適合しない改造を施している場合や、自動車検査証の内容と異なる状態（排気量の異なる原動機が搭載されているなど）にある自動車やバイクのことを指す。当然ながら違法改造を施した状態で公道を走行すると、国土交通省から告訴されたり、警察に検挙される。
このような車両はそのままの状態では、原則的に車検には合格しないため、車検の時期になると違法改造をしている個所を改善して車検を通した後、再び元の違法改造の状態に戻すといった手を使っているため、ある意味不正に車検を通過しているといえる。また、道路運送車両法第99条の2（不正改造等の禁止）により、保安基準に適合しない改造そのものが犯罪（道路運送車両法違反・不正改造）であると見なされており、保安基準に不適合となるような違法な改造を施した業者が警察に摘発、逮捕された事例もある。2011年頃までは、仮ナンバーを使用して車検に通らない車両を一時的に走行させる手法も見られたが、その後、道路運送車両法違反（臨時運行許可番号標等の不正取得及び無登録車走行）で摘発されるようになっている。
違法改造車が警察に検挙されると、違法改造改善のための整備命令が発令され、車両に「不正改造車」と書かれたステッカー（整備命令標章）が貼り付けられる。この命令を受けた車両の所有者は、15日以内に当該車両について違法改造個所を改善したうえで、管轄の国土交通省運輸支局に持ち込み、改善確認の検査を受けなければならない。
15日を経過しても、検査を受けなかったり改善確認がされない状態で、ステッカーを剥がしたりするとナンバープレートや車検証が没収され、最大6か月間、当該車両の使用停止が命令される。整備命令に従わない場合は、50万円以下の罰金が科せられ、使用停止になっても当該車両を使用した場合、6か月以下の懲役または30万円以下の罰金刑に処せられる。これに関連して、この違法改造の改善検査終了後に、元の違法改造状態に戻すという行為を行っていた整備業者が逮捕および強制捜査を受けた事例がある。

### 違法改造の例
- マフラーからの音量が規制値をオーバーしている状態（製造年などにより規制値は異なる）。
- 排気ガス基準をクリアできない（触媒を通過させずに、排気ガスをそのまま大気開放している場合など。当然触媒ストレートは違法）
- 最低地上高（地面と車体底部までの間隙）が9cm以上確保できていない状態の、限度を超えたローダウンなど（各車両のホイールベースやトレッドによって必要とされる最低地上高は変動する）。
- 歩行者を傷つけてしまうような恐れのある外装部品を装着している（カナードや大型のウイングなど）。
- タイヤがフェンダーから1cm以上はみ出ている。(保安基準改定により1cmまでは突出と見なされないが、ホイールのはみ出しは不適合)
- クラクションの音量が基準の115dBを超える音量を発するもの、音色が変わるもの（ミュージックホーン）、エコー付き（スイッチを押した後も音の余韻が残る物）を装着している。
- フロント、運転席、助手席のガラスにスモークフィルムを貼り付け、透過率70%を確保できない状態にする[注 8]
- フロントガラスなどに装飾板を張り付け、視界不良の状態にする[10]。
- テールランプをクリアテール化（透明なレンズを装着）したにもかかわらず、赤以外の発光の電球であったり、赤色の反射板を取り付けしない（ウインカーの場合も発光色が橙色以外は違法）。
- ハイマウントストップランプの常時点灯（テールランプと連動し夜間のライト点灯時に常時点灯するよう改造）。
- ハイマウントストップランプにシール、ステッカーを貼り付け、車名ロゴが表示されるなど。
- 方向指示器（ウインカー）以外の点滅球を外装に取り付けたり、保安基準以外の色の電球を使用。
- 社外シートやロールバーなど装着した場合に、乗員への衝撃緩和対策がなされていない。
- 自動車登録番号標（ナンバープレート）を視認できないよう改造を加える（斜めに折り曲げ後方から視認されにくくする、蝶番などで取り付け時の角度を水平～垂直に変更できるようにする、表面にアクリル製などの板を取り付けるなど）、前部のナンバープレートをバンパーに取り付けず、ダッシュボードの上に置く[注 9]。

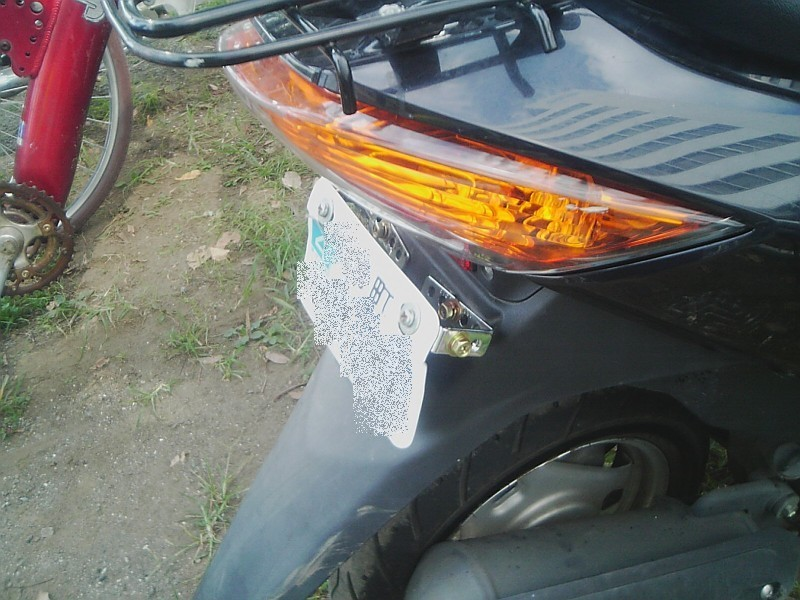
蝶番で可倒式にし、後方から視認できないよう改造された、原付のナンバープレート

- かつてはドアミラーの設置、速度警告音のカット、後部へのフォグランプの設置なども違法改造とされていた。

- 車検証に記載された型式と異なるエンジンに換装（2.0リッター車に3.0リッターのエンジンを載せるなど）しているにもかかわらず、構造等変更検査を受けずに走行する[注 10]。
- ドア開閉などの警告音の類における音声データ差し替え（※いわゆる魔改造の一種）が近年増加の傾向にあり、規制の議論対象の一つに上る。
- ブローバイガスの大気開放[注 11]

### 違法改造車対策
（必ずしも全車で該当するわけではないが）違法改造車は最低地上高の基準を満たしていないことが多いため、入口に段差と段差警告を設置すると、車体を擦って傷つけるのを嫌がって立ち入らなくなる。

## 形態
- 特種用途自動車
- チューニングカー
- バニング
- ローライダー
- ニコイチ
- スポーツコンパクト
- 痛車
- VIPカー
- ラグジュアリーカー
- デコトラ
- キャンピングカー
- パイクカー